# 布兰汉氏球菌属
布兰汉氏球菌属也称布兰汉氏菌属，为莫拉氏菌科的一个属。该属的模式种为牛卡他菌（Branhamella catarrhalis），是一种新近才被人们注意到的呼吸道感染重要致病菌，其发病率日益增加。由于该菌产生β-内酰胺酶会使耐药菌株不断地增加，已引起医学界的重视。
现接受名为莫拉氏菌属（Moraxella Lwoff, 1939）。

## 下属物种
本属包括以下物种：
- 牛卡他菌 Branhamella catarrhalis (Frosch and Kolle 1896) Catlin 1970，粘膜炎布兰汉球菌